# Gisela von Camesina de San Vittore
Gisela Edle von Camesina de San Vittore (* 14. Februar 1865 als Gisela Themer in Triest; † 1. Dezember 1931 in Wien) war eine österreichische Pädagogin und Publizistin.

## Leben und Wirken
Gisela Edle von Camesina de San Vittore, Tochter des österreichischen Beamten Johannes Themer, besuchte nach der Ausbildung zur Lehrerin auf Kosten der Privat-Chatouille Sr. Majestät des Kaisers und Königs Franz Joseph I. als Fachlehrerin die Unterrichtsanstalten in Dresden, Stuttgart und Berlin. Sie rief 1884 in Wien ein neuartiges Unterrichtssystem zur gewerblichen Ausbildung erwachsener Mädchen ins Leben. 1886 führte sie als erste Lehrerin in Europa auf Basis eigener Lehrbücher Unterricht in Technologie, Hygiene und Krankenpflege ein und gründete den „Gisela Frauen-Verein“, dessen Schule europaweit als Musterschule galt und von Prinzessin Wilhelmine von Montléart großzügig unterstützt wurde.
Die Lehrbücher sowie das von Camesina de San Vittore initiierte Kurssystem fanden große Verbreitung und Anerkennung. Schließlich gründete sie 1892 in Wien mit dem „Athenäum weiblicher Bildung“ die erste Unterrichtsanstalt für erwachsene Mädchen, „in welcher in allen praktischen und theoretischen Fächern Unterricht erteilt wird, sowie auch eine Arbeitsstube für das Kunsthandwerk nicht vergessen ist“.

## Veröffentlichungen
- Handbuch der Haushaltungskunde a) Technologie, b) Hauswirthschaft zur Fortbildung für erwachsene Mädchen und zum Gebrauche nach vollendeter Schulzeit. Nach den neuesten Einzelnachweise bearbeitet von Gisela Themer. Kreisel und Gröger, Wien 1890.[4]
  - Zweite, genau revidierte, bedeutend erweiterte Auflage. Gregersen, Wien 1892.[5]
- Geschichte der deutschen Literatur Nachweis erforderlich.